# 1500'erne
Århundreder: 15. århundrede – 16. århundrede – 17. århundrede
Årtier: 1450'erne 1460'erne 1470'erne 1480'erne 1490'erne – 1500'erne – 1510'erne 1520'erne 1530'erne 1540'erne 1550'erne
År: 1500 1501 1502 1503 1504 1505 1506 1507 1508 1509
Begivenheder
Personer